# Hülseburg
Hülseburg est une commune allemande de l'arrondissement de Ludwigslust-Parchim, Land de Mecklembourg-Poméranie-Occidentale.

## Géographie
Hülseburg se situe à environ 9,5 km au nord de Hagenow. Il est traversé par le Motel.
Le village de Presek est rattaché à Hülseburg.
La Bundesautobahn 24 passe à deux km au sud.

## Histoire
Presek, comme d'autres villages de la région, est mentionné en 1230 dans le registre de la dîme de Ratzebourg comme descendant d'une colonie slave. Hülseburg fait l'objet d'un héritage en 1571 et est une terre inhabitée. Les deux villages sont la possession du manoir de Hülseburg. La guerre de Trente Ans fait de nombreuses victimes parmi les habitants.
Il est reconstruit comme un château en 1860 et brûle le 6 janvier 1947. Les murs extérieurs et les tours sont démolis en 1948.
Les paroissiens se rendent à Gammelin jusqu'à la construction de la chapelle construit en même temps près du château. Elle est rénovée entre 1951 et 1953. Le clocher est démoli dans les années 1970 et remplacé par un campanile. Depuis 1989, elle ne sert plus pour les offices et devient la propriété de la commune en 1997.

## Source, notes et références
- (de) Cet article est partiellement ou en totalité issu de l’article de Wikipédia en allemand intitulé « Hülseburg » (voir la liste des auteurs).